# Rakouská teorie hospodářského cyklu
Rakouská teorie hospodářského cyklu (zkráceně ABCT z anglického Austrian Business Cycle Theory) se snaží vysvětlit hospodářské cykly pomocí myšlenek, které pocházejí od ekonomů Rakouské školy. Teorie považuje hospodářské cykly (někdy též „úvěrové cykly“) za nevyhnutelný důsledek nadměrného růstu bankovních úvěrů v systému bankovnictví částečných rezerv, k němuž přispívá (ze své podstaty škodlivá a neefektivní) politika centrální banky, která provádí úvěrovou expanzi. Růst úvěrů je doprovázen poklesem tržní úrokové míry pod přirozenou úrokovou míru, která by jinak na trhu převládala. Výsledkem jsou nové úvěry poskytnuté na investice, ke kterým by za normálních okolností nedošlo. Nové peníze, které se dostaly do ekonomiky prostřednictvím úvěrů, po čase nezbytně vyvolají inflaci. Kvůli inflaci se tyto nové (nejméně výnosné) investice stanou ztrátovými. Následuje očistná fáze cyklu, během které dochází ke krachům ztrátových společností.
Rakouské teorie hospodářského cyklu vytvořili Ludwig von Mises a Friedrich Hayek. Hayek získal Nobelovu cenu za ekonomii v roce 1974 i za svou práci na této teorii.

## Jednotlivé fáze cyklu
Pro jednoduchost následuje rozdělení na dvě hlavní fáze cyklu. Expanze je obdobím všeobecného ekonomického růstu, zatímco krize se vyznačuje úpadkem ekonomiky. Následuje popis hospodářského cyklu dle ABCT.

### Expanze
Úvodní období hospodářského cyklu se vyznačuje zdánlivým úspěchem na všech ekonomických frontách. Typicky roste výroba, Hrubý domácí produkt, i akciové trhy. Inflace se drží v nízkých jednotkách procent a nezaměstnanost je rovněž pod dlouhodobým průměrem. Tohoto úspěchu je dosaženo úvěrovou expanzí neboli růstem nových úvěrů, které financují nové investice.
Nové úvěry ovšem nejsou podloženy úsporami, ale vznikají na základě možnosti komerčních bank (za podpory centrální banky) de facto vytvářet nové peníze. Rostoucí nabídka úvěrů vede k poklesu tržní úrokové míry. Tento pokles následně vede k uskutečnění velkého množství nových investic napříč ekonomikou, ke kterým by jinak nedošlo. (Například investice, která má ziskovost 5 %, nebude uskutečněna při původní úrokové míře 8 %, protože by byla ztrátová, ale může být uskutečněna při nové úrokové míře 3 %.) Je tedy zřejmé, že nové investice jsou ty, které mají relativně nižší ziskovost. Nastává období hospodářského vzestupu.
Během rozmachu dochází k přesunu kapitálu do odvětví, ve kterých probíhají zmíněné nové investice, z ostatních odvětví, která naopak výrobu omezují. Rozmach typicky nejvíce prožívají ta odvětví, která jsou nejdále od spotřeby, tj. taková odvětví, která nevytváří spotřební zboží ale další kapitálové statky (těžařství, strojírenství, atp.). Konkrétní odvětví s nejvyšším růstem se může lišit v závislosti na mnoha dalších podmínkách. Zároveň ale pokles úrokové míry vysílá signál spotřebitelům, že úvěrový trh má dostatek prostředků a spořit se nevyplatí tolik, jako dříve. Spotřebitele tudíž méně šetří a více utrácejí. Na jednu stranu tedy rostou investice a na druhou roste i spotřeba. Taková situace se záhy ukáže jako neudržitelná.
Podobný vývoj, jako zažívají jednotlivá odvětví, budou zaznamenávat i akciové a komoditní trhy. V praxi tedy firmy, které se pohybují ve zmíněných sektorech daleko od spotřeby (těžařské společnosti, ...) budou zažívat růst cen vlastních akcií. Totéž bude platit pro komodity jako jsou nerostné suroviny, atp.
Z teorie je zřejmé, že ačkoliv se první fáze cyklu zdá jako ta ekonomicky příznivá, opak je pravdou. Je to právě toto období, ve kterém dochází k chybným a neudržitelným investicím a špatné alokaci kapitálu. Tato skutečnost tak činí následující krizi nevyhnutelnou.

### Krize
Prostřednictvím nových úvěrů použitých na investice se do ekonomiky dostaly nové peníze. Větší množství peněz společně s rostoucí poptávkou po investicích a spotřebě zároveň povede k hromadnému růstu cen, tj. inflaci. Inflace nicméně ukrojí zisky investic a jsou to právě nové (ty nejméně ziskové) investice, které utrpí nejvíce. Z původně výnosných projektů se stanou ztrátové. Důsledkem bude hromadný krach těchto investic často spojený s panikou na burze.
Akcie a ceny komodit opět zaznamenají podobný vývoj. Ceny, které původně nejvíce rostly, budou mít tendenci naopak nejvíce poklesnout, často v důsledku paniky až pod původní úroveň.
Chybné investice, které vznikly uměle v důsledku úvěrové expanze, tak zase zaniknou. Trh se vyčistí a zbudou pouze efektivní výrobci. ABCT nepřikládá přílišnou důležitost konkrétnímu prvku, který nakonec spustí krizi. Ke krizi totiž musí dojít tak nebo tak a není podstatné, jak přesně nastane. Z teorie je zřejmé, že ani nemá smysl "léčit" krizi, jelikož to je ve skutečnosti ozdravná část cyklu.

## Konec cyklů
Mnoho zastánců teorie (např. Murray Rothbard) hájí buď přísnou regulaci bankovního systému (politika úplných, nikoli částečných rezerv),[zdroj?] nebo (častěji) svobodné bankovnictví.

## Kritika ABCT
Rakouské vysvětlení ekonomického cyklu se výrazně liší od běžného rozumění hospodářským cyklům a je ekonomy hlavního proudu obecně odmítáno. Ekonomové jako Milton Friedman, Gordon Tullock, Bryan Caplan a Paul Krugman uvedli, že považují rakouské vysvětlení za nesprávné. Dále byly způsoby, kterými rakouská škola odvozuje své teorie, kritizovány ekonomy hlavního proudu jako apriorní, neempirické analýzy, jež porušují pravidla pro vědecké teoretizování, která jsou je v ekonomii obvyklá.[zdroj?]